# Penya Migjorn
La Penya del Migjorn o Penya-roja és un cim de muntanya entre els termes municipals de Tibi (l'Alcoià) i Xixona (l'Alacantí), al País Valencià.
Amb 1.226 metres sobre el nivell de la mar, és la màxima altura de la serra de la Penya-roja. Es tracta d'un massís situat entre les foies de Castalla (a l'oest) i de Xixona.
El massís de la Penya-roja o Penya del Migjorn presenta una forma cònica i domina el paisatge de les poblacions més properes (Tibi i Xixona). La cinglera de color rogent que presenta el cim a la seua cara de llevant és probablement l'origen del nom pel qual també és coneguda esta muntanya: la Penya-roja.

## En la cultura popular
La Penya del Migjorn és l'espai on transcorre part de l'acció de la rondalla d'Enric Valor anomenada Les velletes de la Penya Roja.